# Charles Rouget-Lafosse
Pour les articles homonymes, voir Rouget (homonymie) et Lafosse (homonymie).
Charles Rouget-Lafosse est un homme politique français né le 20 septembre 1806 à Niort (Deux-Sèvres) et mort dans la même ville le 6 avril 1893.

## Biographie
Avocat à Paris, il est député des Deux-Sèvres de 1849 à 1851, siégeant à droite avec les monarchistes légitimistes. Il est emprisonné quelques jours au moment du coup d’État du 2 décembre 1851, puis quitte la vie politique.

## Sources
- « Charles Rouget-Lafosse », dans Adolphe Robert et Gaston Cougny, Dictionnaire des parlementaires français, Edgar Bourloton, 1889-1891 [détail de l’édition]